# Tir ami sur un hélicoptère britannique aux Malouines
Guerre des Malouines
Batailles
- Invasion argentine
- Géorgie du Sud
- Occupation (en)
- Paraquet
- Black Buck
- ARA General Belgrano
- ARA Alferez Sobral
- HMS Sheffield
- Île Pebble
- Mikado
- Sutton
- San Carlos
- HMS Ardent
- Seal Cove
- HMS Antelope
- Atlantic Conveyor
- HMS Coventry
- Goose Green
- Mount Kent
- Top Malo House
- Gazelle XX377
- Bluff Cove
- Many Branch Point
- Mount Harriet
- Two Sisters
- HMS Glamorgan
- Mount Longdon (en)
- Wireless Ridge (en)
- Mount Tumbledown (en)
- Port Stanley
- Île Thulé

L'incident du tir ami sur un hélicoptère Gazelle de l'armée britannique survient le 6 juin 1982 pendant la guerre des Malouines, lorsque le destroyer HMS Cardiff engage le combat avec un hélicoptère Gazelle (numéro de série : XX377) de l'Armée britannique et le détruit, tuant ainsi les quatre occupants de l'appareil. Le Cardiff guette les avions de ravitaillement des forces argentines postés dans les îles Malouines, lorsqu'il aperçoit et ouvre le feu sur l'hélicoptère qu'il identifie comme étant un C-130 Hercules ennemi. Bien que la perte de l'hélicoptère soit initialement attribuée à l'action de l'ennemi, une enquête conclut plus tard que les missiles du Cardiff en sont la cause.
Dans la nuit du 5 juin, le Cardiff stationne à l'est des îles afin de soutenir les forces terrestres et d'intercepter les avions ennemis. Aux alentours de 2 h 0, un contact radar est détecté. Il s'agit d'un hélicoptère Gazelle de l'Army Air Corps faisant une livraison de routine de personnel et d'équipement à la station de retransmission radio de la Malouine orientale. La vitesse et la trajectoire de l'appareil font supposer à la salle des opérations de l'équipage du Cardiff qu'il est hostile. Deux missiles Sea Dart sont tirés, détruisant la cible. L'épave et l'équipage de la Gazelle sont découverts le lendemain matin, et la perte est alors attribuée au feu de l'ennemi. Bien que le Cardiff soit suspecté, des tests scientifiques réalisés quelque temps après sur l'épave s'avèrent non concluants.
L'enquête officielle ne débute que quatre ans plus tard. Afin de défendre leur thèse — l'hélicoptère aurait été perdu dans l'action —, les représentants du Ministère de la défense du Royaume-Uni déclarent qu'ils ne veulent pas « causer d'autres angoisses aux familles » alors qu'ils sont encore en train de déterminer comment l'hélicoptère a été abattu. La commission d'enquête confirme finalement que les soldats sont tombés en raison de tirs amis. Elle recommande alors que « ni négligence ni faute ne puissent être attribuées à un individu », mais il faut identifier les différents facteurs. Le manque de communication entre l'armée et la marine semble être l'un des facteurs principaux : la 5e brigade d'infanterie n'a pas notifié quiconque du vol de l'hélicoptère, tandis que la marine n'a pas informé non plus les forces terrestres que le Cardiff avait changé de position pour mettre en place une embuscade contre les avions argentins survolant la zone. De plus, l'émetteur d'identification IFF avait été coupé sur l'hélicoptère, car il causait des interférences avec le système de missiles anti-avions Rapier. Les résultats de la commission d'enquête soulèvent alors des critiques concernant la réponse initiale du Ministère de la défense au sujet de l'incident.

## Contexte
Le 2 avril 1982, le territoire britannique d'outre-mer des Malouines est envahi par l'Argentine. Le Royaume-Uni, situé à environ 12 900 km de là, décide de constituer et d'envoyer une force navale composée de 100 navires et de 28 000 soldats pour reprendre les îles,. Le conflit prend fin en juin avec la reddition des forces Argentines. Les différentes batailles ont coûté la vie à plus de 900 soldats britanniques et argentins.
Début mai 1982, les troupes britanniques débarquent à San Carlos, du côté ouest de Malouine orientale, et marchent vers la capitale Port Stanley. Pour soutenir leur avancée, le matériel militaire est acheminé par hélicoptère depuis San Carlos. Les troupes argentines occupant Port Stanley sont, pour leur part, ravitaillées durant toute la guerre par des avions C-130 Hercules venant d'Argentine. Ces avions, appelés milk-runs par les Britanniques, sont une véritable source de préoccupation pour la Royal Navy, si bien que plusieurs tentatives ont été faites pour les intercepter,.

## Incident

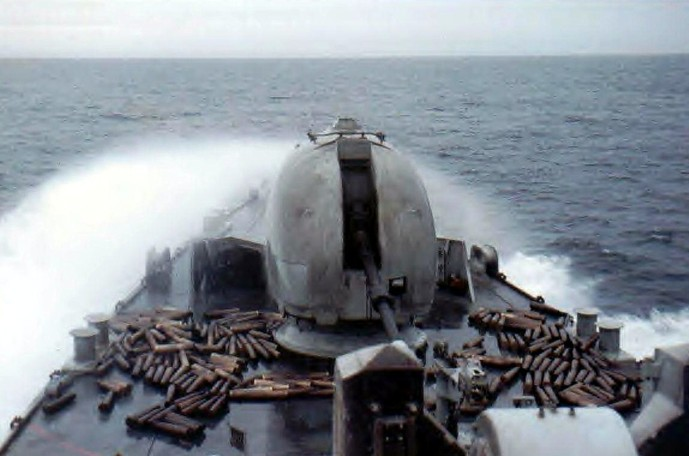
Canon de 113 mm du HMS Cardiff (D108) le 6 juin 1982 après un appui-feu durant la guerre des Malouines avec les douilles des obus tirés sur le pont.

Dans la nuit du 5 juin 1982, le destroyer britannique de type 42 HMS Cardiff prend position sur la Bluff Cove Gunline à l'est des îles. Le Cardiff est chargé d'une double mission : il doit fournir un appui-feu naval aux soldats du 3 Commando Brigade et doit empêcher les avions argentins de voler vers Port Stanley. Le destroyer a exercé un rôle similaire quatre nuits auparavant, quand il a tenté, en vain, d'abattre un avion de ravitaillement lors de son atterrissage, puis de son décollage.
Pendant ce temps, le Staff Sergeant Christopher Griffin et le Lance corporal Simon Cockton, du 656 Squadron (en) de l'Army Air Corps, reçoivent l'ordre d'héliporter du matériel et du personnel à la station de retransmission radio au sommet de Pleasant Peak. La station a été établi la veille pour fournir un relais de communication entre le quartier général de la 5e brigade d'infanterie situé à Darwin (en) et le 2d Bataillon du Régiment Parachutiste à Fitzroy (en). Les conditions du vol de nuit sont excellentes, avec un ciel dégagé, une lune claire, et un vent soufflant à 37 km/h. L'équipage part de Goose Green à bord de la Gazelle numéro XX377 et récupère le matériel au quartier général de Darwin. Ils prennent également à bord deux passagers, le Major Michael Forge, Officer Commanding du 205 Signal Squadron (en), et un de ses techniciens, le Staff Sergeant John Baker. Griffin est un pilote expérimenté, et le vol jusqu'à la station doit durer environ dix minutes.

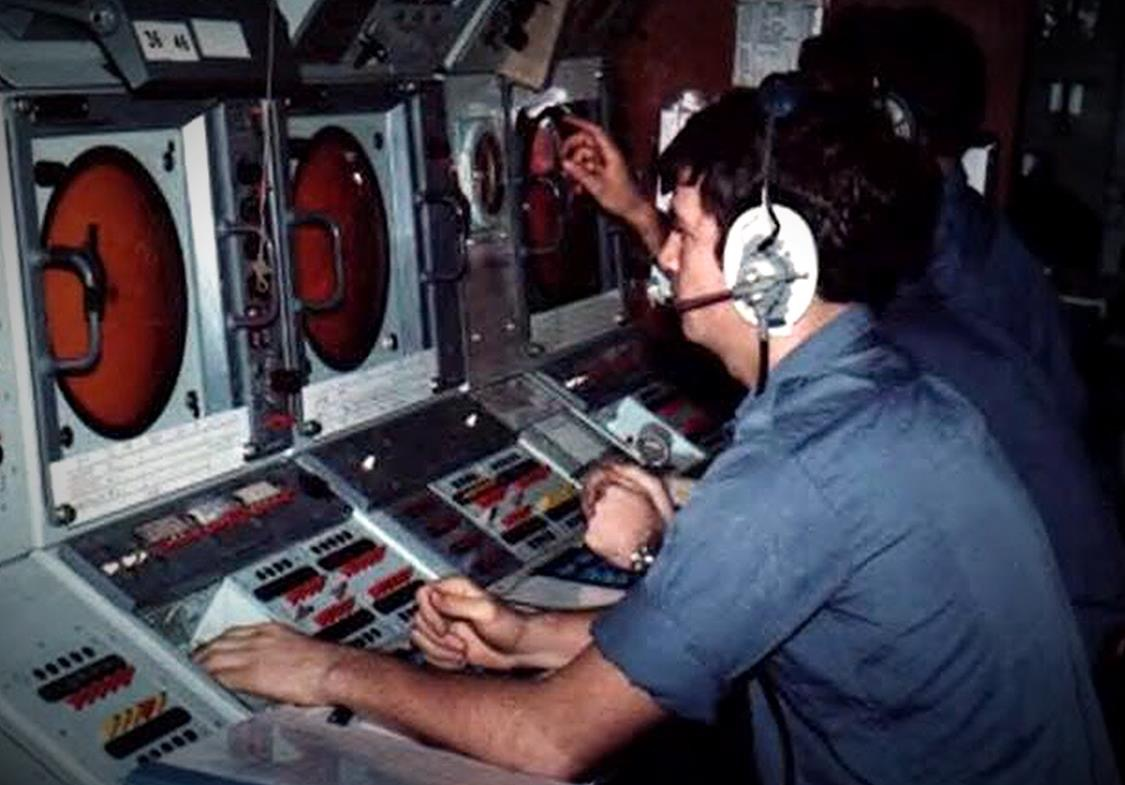
Console radar du HMS Cardiff

À 2 h 0 heure locale (UTC-3), la salle des opérations du HMS Cardiff détecte sur son radar le XX377, à une distance de 39 km. Le système d'identification identification friend or foe (IFF) de l'hélicoptère étant éteint, le destroyer ne reçoit aucun signal d'identification. De plus, l'appareil semble voler en direction de Port Stanley, ce qui laisse supposer aux membres de la salle des opérations que l'appareil est hostile. Après avoir calculé sa vitesse de déplacement, ils ont pensé suivre soit un Hercule en mission de ravitaillement, soit un FMA IA-58 Pucará, un avion d'attaque au sol envoyé en représailles contre le bombardement opéré par le HMS Cardiff,,. Le HMS Cardiff tire alors deux missiles Sea Dart. La 5e brigade d'infanterie perd le contact radio avec la Gazelle, et simultanément, le personnel de la station de retransmission entend et voit les têtes de missile exploser au sommet de Pleasant Peak. L'équipage du HMS Cardiff voit également la boule de feu, mais seulement à l'aide de lunettes de vision nocturne.
La perte de l'hélicoptère laisse les Britanniques suspecter que les forces argentines opèrent encore dans la zone. Ils décident donc d'organiser des patrouilles assurées par des soldats Gurkha. Quand les Gurkhas tombent sur le personnel tenant le poste de Plaisant Peak, il y a encore des risques potentiels qu'un autre tir ami se produise.
À l'aube, une recherche sérieuse est menée, et l'épave de la Gazelle est retrouvée, ainsi que l'équipage et les passagers morts. Ce sont les premières pertes de la guerre pour la 5e brigade d'infanterie,. Immédiatement, le Cardiff est suspecté d'être le responsable du tir, et plus tard dans la soirée, le Rear Admiral Sandy Woodward déclare l'ordre Weapon Tight, qui interdit d'engager le combat avec n'importe quel appareil tant qu'il n'est pas clairement identifié comme hostile, pour l'ensemble des contacts radar détectés qui volent au-dessus de Malouine orientale à moins de 370 km/h et en dessous de 610 m,.

## Investigations

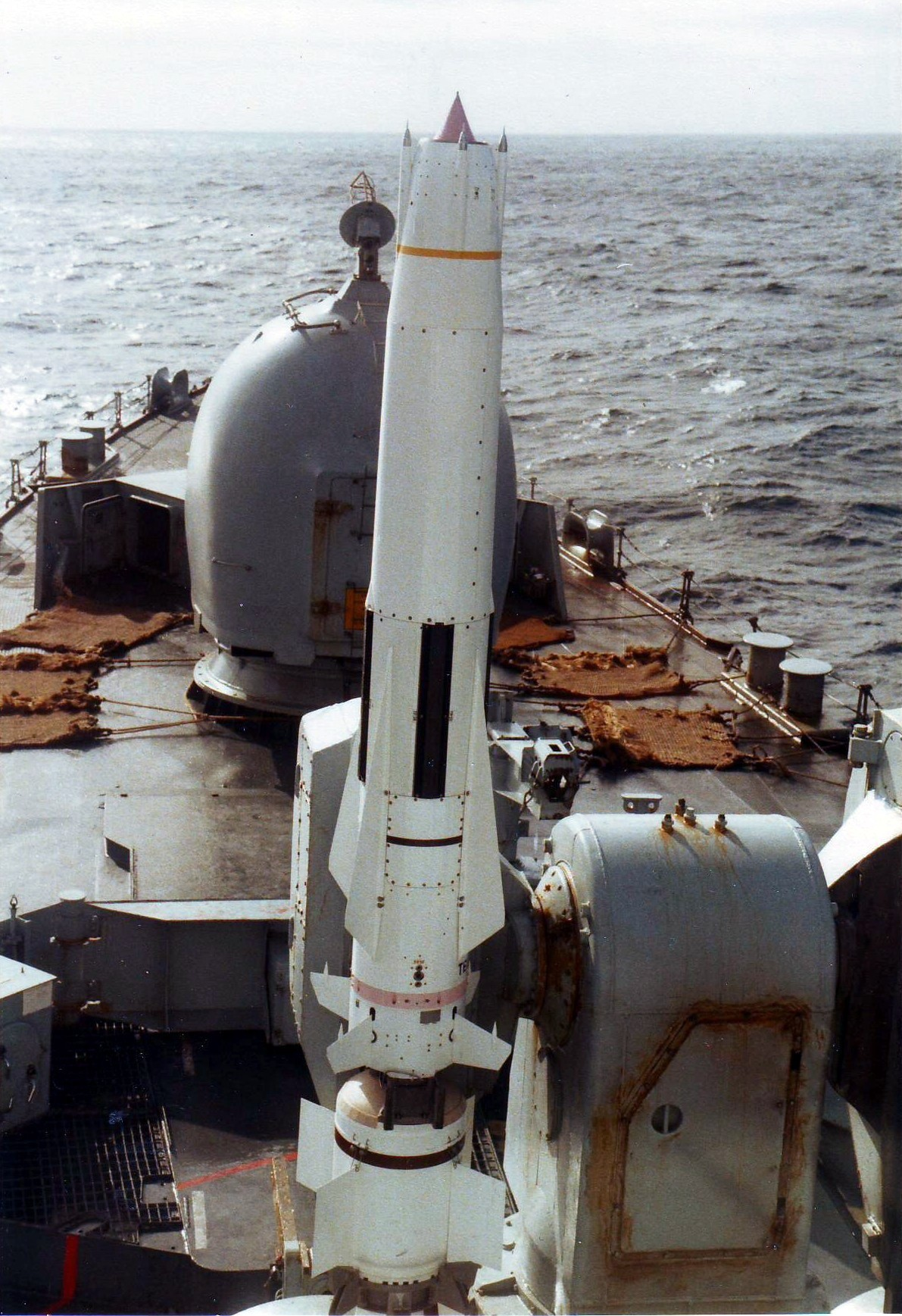
Un missile Sea Dart sur le HMS Cardiff en 1982

Les corps des membres d'équipage sont examinés par l'officier médical Chirurgien-capitaine Richard « Rick » Jolly (en) de la Royal Navy. L'épave de l'hélicoptère est inspectée sur place, mais les Britanniques sont incapables de déterminer si l'appareil a été détruit par les missiles du Cardiff ou par des tirs argentins. Cette incertitude les incite à prendre la décision de ne pas ouvrir de commission d'enquête, et le XX377 est déclaré « perdu au combat ». Ils préfèrent ainsi éviter de bouleverser davantage les familles des victimes, dans le cas où la Gazelle aurait été détruite par un tir ami. Après la guerre, des fragments de missile trouvés dans l'épave sont portés au centre de recherche de l'aviation du gouvernement britannique RAE à Farnborough (en) pour être analysés. Les tests scientifiques concluent que les fragments de proviennent pas d'un missile Sea Dart britannique, même si un morceau de Sea Dart est retrouvé plus tard à « plusieurs centaines de mètres » de l'épave.
En décembre 1982, une enquête est menée par un coroner de Southampton sur la mort du Caporal Cockton, après que son corps ait été rapatrié au Royaume-Uni. Sur la base des résultats des tests du RAE, l'Army Air Corps présente des preuves indiquant que l'analyse des fragments d'ogives trouvés dans l'épave montrent que l'hélicoptère a été détruit par un type de missile anti-aérien « connu pour avoir été en possession de l'ennemi ». Les résultats des tests sont examinés en novembre 1985 et déterminent qu'il ne pourrait y avoir « aucune conclusion définitive quant à la provenance exacte des fragments de missiles récupérés sur le lieu de l'accident ». En juin 1986, John Stanley, le ministre d'État pour les forces armées, annonce dans ses réponses écrites à la Chambre des communes : « Le coroner [de Southampton] a été informé en conséquence ».

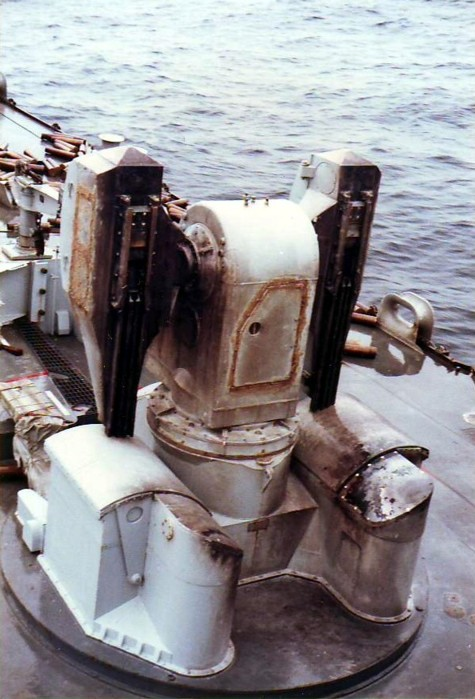
Le lance-missile brulé du Cardiff le matin après les tirs

En octobre 1986, en partie en raison de la pression de la mère de Cockton et de l'homme politique antimilitarisme Tam Dalyell, un conseil d'enquête officiel est finalement ouvert,,,,,. Le conseil prend un mois pour arriver à la conclusion que le XX377 a été abattu par le HMS Cardiff. L'historien Hugh Bicheno (en) remarque : « It took [the] MoD four years and two investigations, the first either incompetent or a deliberate cover-up, even to admit the Gazelle blue-on-blue. » (Il a fallu quatre ans au MoD et deux enquêtes, la première soit incompétente ou soit une dissimulation délibérée, même pour admettre le tir ami sur la Gazelle). Les conclusions sont rendues publiques par un Freedom of Information Act en juillet 2008, bien que le paragraphe 13 du rapport soit expurgé en vertu de l'article 26 de la loi car il « contient des détails opérationnels des activités de la Royal Navy, qui, même longtemps après la campagne des Malouines, pourraient être utilisés par des ennemis potentiels ».
La commission d'enquête conclut que la procédure d'exploitation standard stipule que les commandants de la 5e brigade d'infanterie n'étaient pas tenus de déclarer la mission de l'hélicoptère à toute autre autorité, car le vol devait se produire dans l'espace aérien de la brigade afin d'effectuer une tâche pour la brigade,. La Gazelle XX377 était équipée d'un émetteur IFF, mais il était éteint. De l'avis du conseil, « si l'IFF avait été utilisé, il y a peu de doutes que le HMS Cardiff n'aurait pas abattu l'avion cette nuit là ». À l'époque, moins de la moitié des hélicoptères des forces terrestre sont équipés d'émetteurs IFF, et ceux qui en sont équipés ont reçu l'ordre de ne pas les utiliser car ils interfèrent avec les systèmes de repérage des batteries de missiles anti-aériens britanniques Rapier,. Un malentendu à propos de la capacité de la Royal Navy à engager des cibles aériennes au-dessus des terres conduit la marine à ne pas savoir que les hélicoptères de l'armée n'utilisent pas l'IFF. La commission d'enquête conclut que c'est cette absence de communication, avec l'hypothèse de la marine que tous les hélicoptères utilisaient l'IFF, qui « a eu un effet cumulatif et a été une cause majeure de l'accident ». Toutefois, la commission recommande que « ni négligence ni faute ne devraient être attribuées à un individu ».

## Conséquences

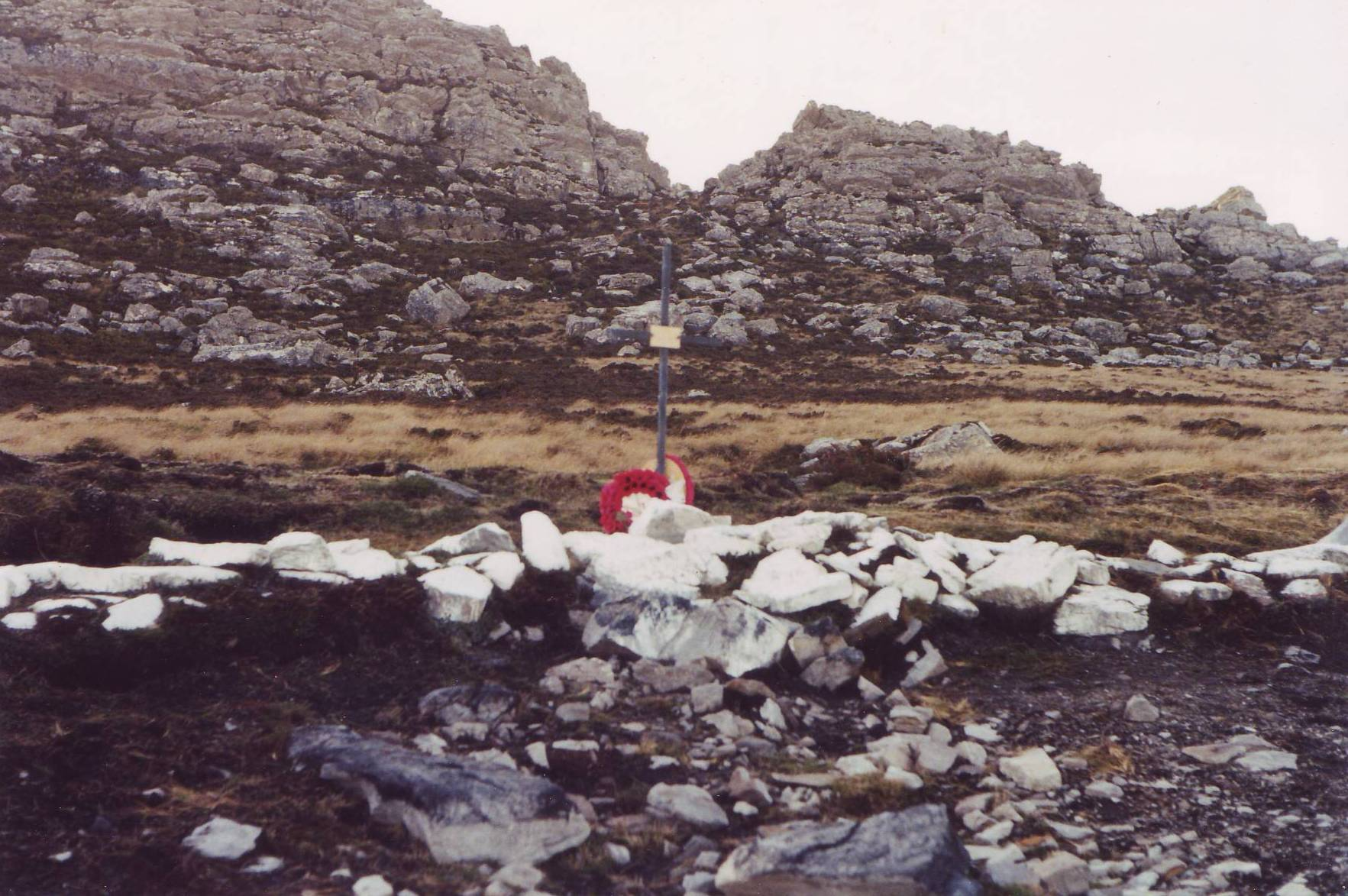
La croix du mémorial

Étant donné que le rôle des hélicoptères dans les opérations de l'armée de terre augmente, de même que l'intégration des destroyers lance-missiles guidés pour la défense côtière, la commission d'enquête recommande de modifier les procédures de l'OTAN concernant la guerre amphibie et le soutien de l'artillerie navale, pour alerter les autres forces armées du danger de sous-estimer la zone d'engagement des missiles d'un navire sur la terre. À la fin des années 1980, le gouvernement britannique insiste davantage sur l'entraînement interarmées. Le conseil note la création du Quartier général permanent interarmées (en), destiné à planifier et contrôler l'ensemble des opérations militaires maritimes. Les émetteurs IFF de services ont été équipés sur tous les hélicoptères Gazelle et tous les Lynx de l'Army Air Corps et de la Royal Navy, et le problème de l'IFF à proximité de batteries Rapier a été résolu avec succès. Le conseil appuie une recommandation selon laquelle les responsabilités des tirs de soutien des agents de liaison de la marine pourraient être élargies pour inclure l'interprétation des problèmes de défense de l'air pendant les opérations de guerre interarmées côtières.
Une croix commémorative a été installée sur Pleasant Peak, et le chiffre « 205 » a été peint sur le site de l'accident par les soldats du 205e Signal Escadron. Le chiffre mesure environ 40 m de large et peut être vu du ciel (51° 47′ 01″ S, 58° 28′ 04″ O).